# Böbing
Böbing är en kommun och ort i Landkreis Weilheim-Schongau i Regierungsbezirk Oberbayern i förbundslandet Bayern i Tyskland.
Kommunen ingår i kommunalförbundet Rottenbuch tillsammans med kommunen Rottenbuch.